# LoveHateHero
I LoveHateHero sono stati un gruppo musicale screamo statunitense proveniente da Los Angeles, California.

## Formazione
- Pierrick Berube – voce
- Josh Newman – chitarra
- Mark Johnston – chitarra
- Paris Bosserman – basso
- Bryan Ross – batteria

## Discografia
- 2005 – Just Breathe
- 2007 – White Lies
- 2009 – America Underwater

### Apparizioni in compilation
- 2007 – Warped Tour 2007 Tour Compilation
- 2009 – Warped Tour 2009 Tour Compilation